# Chipo Chung
Chipo Tariro Chung (Dar es Salaam, 17 de agosto de 1977) es una actriz y activista nacida en Tanzania y radicada en Zimbabue. Vive actualmente en Londres.

## Biografía
Su madre es la educadora y política Fay Chung y su padre el político Rugare Gumbo. Nació como refugiada en Tanzania y pasó dos años en campos de refugiados de Mozambique. Es de ascendencia mberengwa y china. Su nombre significa "regalo" en shona.
Estudió secundaria en Harare y más tarde en la Universidad de Yale y en la Real Academia de Arte Dramático (RADA) de Londres.
Como activista, cofundó con Nick Reding, la organización SAFE-Kenya que usa el teatro para favorecer el cambio social en Kenia, especialmente en lo que concierne a la educación sobre el VIH y la abolición de la ablación. En Zimbabue, trabaja también para Peace Direct, y en Gran Bretaña está implicada en la campaña « Act for Change » que busca plasmar la diversidad en la televisión británica. Es miembro también del consejo de RADA y del sindicato de artistas británicos en el Comité Internacional para la Libertad de Artistas (ICAF). 

## Filmografía
- Absolute Power (1 episodio, 2003) como Miriam
- Proof (2005) como amiga de la universidad
- Sunshine (2007) como Icarus (voz)
- Dalziel and Pascoe (2 episodios, 2007) como Layla Jadwin
- Doctor Who: Utopia (1 episodio, 2007) como Chantho
- Holby City (1 episodio, 2007) como Dr. Nicola Wood
- The Last Enemy (2 episodios, 2008) como Lucy Fox
- Doctor Who: Turn Left (1 episodio, 2008) como Fortune Teller
- Doctor Who Confidential (2 episodios, 2007-2008) como ella misma
- Casualty (1 episodio, 2009) como Dan Dan
- National Theatre Live (1 episodio, 2009) como Ismene
- Identity (1 episodio, 2010) como Michelle Fielding
- In the Loop (2009) como Annabelle Hsin
- Camelot (8 episodios, 2011) como Vivian
- Sherlock (Temporada 2, episodio 2, 2012) como presentadora
- Fortitude (2015) como Trish Stoddart
- A.D. The Bible Continues (2015) como María Magdalena